# Janesville (Minnesota)
Janesville is een plaats (city) in de Amerikaanse staat Minnesota, en valt bestuurlijk gezien onder Waseca County.

## Demografie
Bij de volkstelling in 2000 werd het aantal inwoners vastgesteld op 2109.
In 2006 is het aantal inwoners door het United States Census Bureau geschat op 2194, een stijging van 85 (4,0%).

## Geografie
Volgens het United States Census Bureau beslaat de plaats een oppervlakte van
3,3 km², geheel bestaande uit land. Janesville ligt op ongeveer 325 m boven zeeniveau.

## Plaatsen in de nabije omgeving
De onderstaande figuur toont nabijgelegen plaatsen in een straal van 16 km rond Janesville.